# Вајтсвил (Вирџинија)
Вајтсвил (енгл. Whitesville) насељено је место без административног статуса у америчкој савезној држави Вирџинија.

## Демографија
По попису из 2010. године број становника је 219.
| Група             | 2000.    | 2010.       |
| Белци             | 0 (0,0%) | 47 (21,5%)  |
| Афроамериканци    | 0 (0,0%) | 138 (63,0%) |
| Азијати           | 0 (0,0%) | 5 (2,3%)    |
| Хиспаноамериканци | 0 (0,0%) | 20 (9,1%)   |
| Укупно            | 0        | 219         |